# 와카바야시 다케오
와카바야시 다케오(일본어: 若林 竹雄, 1907년 8월 29일 ~ ?)는 일본의 축구 선수이다.

## 국가대표팀 경력
그는 1930년 극동 선수권 대회에 참가할 일본 국가대표팀에 발탁되었으며, 5월 25일 필리핀와의 경기에서 데뷔, 4득점을 기록했으며 금메달 획득에 기여했다. 그는 국제 A매치 통산 2경기에 출전, 4득점을 넣었다.

## 통계
| 일본 | 일본 | 일본 |
| 연도 | 출전 | 득점 |
| ---- | ---- | ---- |
| 1930 | 2    | 4    |
| 통산 | 2    | 4    |